# 小行星6085
小行星6085（6085 Fraethi）是一颗绕太阳运转的小行星，为主小行星带小行星。该小行星于1987年9月25日发现。

## 轨道参数
小行星6085的轨道半长轴为2.3067444 UA，离心率为0.138。